# Jarosław Chojnacki (muzyk)
Jarosław Chojnacki (ur. 1 kwietnia 1964 w Bydgoszczy) – polski muzyk, pieśniarz, kompozytor, wykonawca piosenki literackiej.

## Życiorys

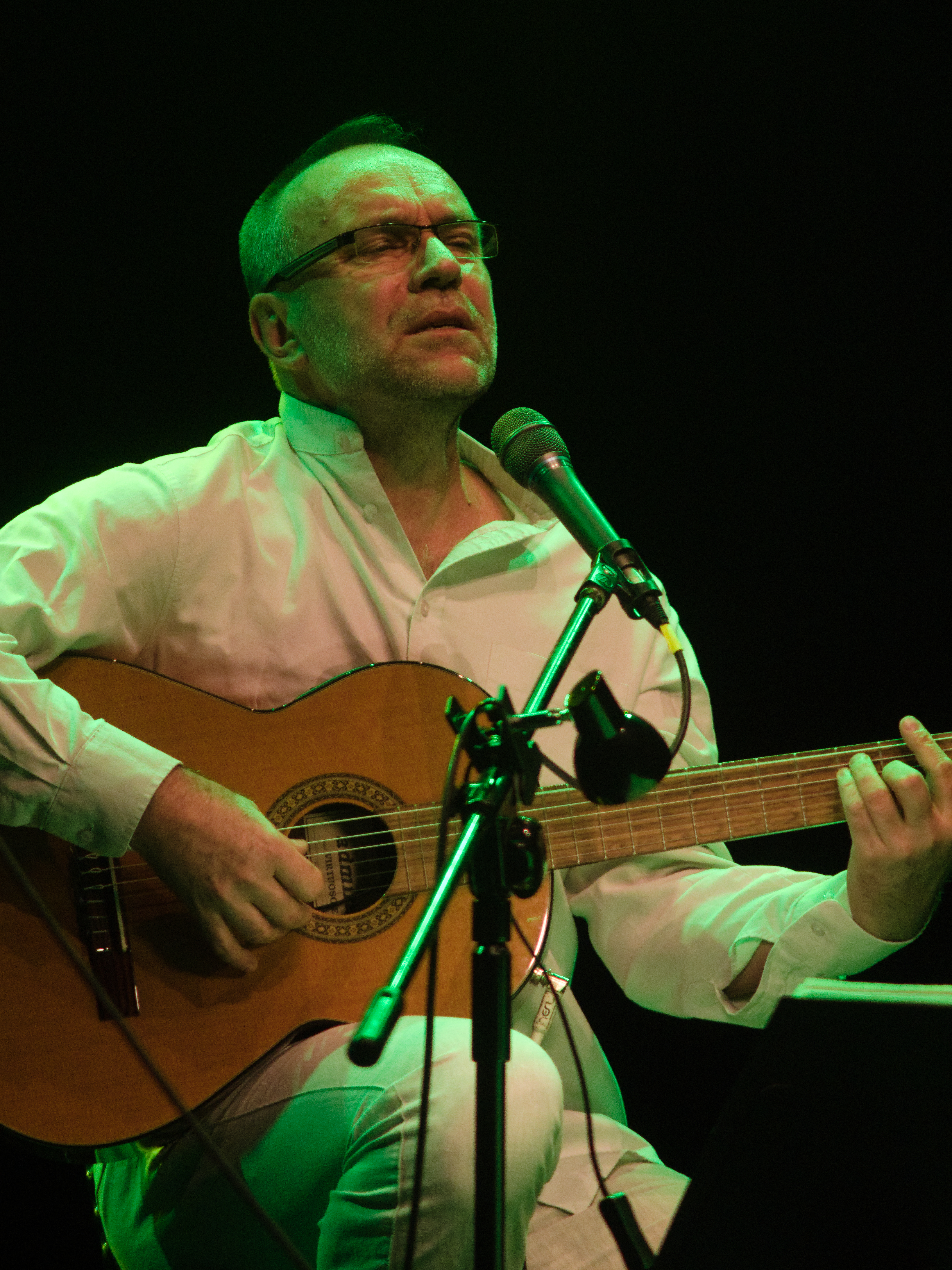
Jarosław Chojnacki (2021)

Stworzył muzykę do ponad czterdziestu utworów. Większość z nich to klasyczne wiersze takich autorów jak Adam Asnyk, Stanisław Grochowiak, Tadeusz Miciński, Anna Achmatowa, Federico Garcia Lorca, Julian Tuwim, Wojciech Kass, Krzysztof Karasek, Marek Grala, Grażyna Małkowska, Adrianna Szymańska, Wojciech Fułek, Krzysztof Cezary Buszman.
W roku 2003 ukazała się płyta Chojnackiego do wierszy Krzysztofa Cezarego Buszmana pt. Zabijanie czasu wydana przez Polskie Radio. Na albumie znalazły się nie tylko utwory autorskie, ale również innych kompozytorów jak: Jerzy Satanowski, Włodzimierz Korcz, Krzesimir Dębski, Janusz Sent. W 2010 roku wytwórnia Soliton wydała reedycję Zabijania czasu.
Jest autorem piosenki do filmu pt. Małopole czyli świat w reż Jana Kolskiego nakręconego w 2000 roku oraz trzech teledysków do utworów, Modlitwa w podróży, Bo zawsze przecież i Zabijanie czasu. Teledyski prezentowane były w TV Polsat, TVP Polonia, TV4. Jego aranżacja wiersza Krzysztofa Cezarego Buszmana, na którego tekstach zresztą bazuje swoje piosenki, pt. "Nie wracajmy jeszcze na ziemię" stała się w 2008 roku hymnem Przystanku PaT.
Występował w projektach międzynarodowych takich jak : VIII FORUM KINA EUROPEJSKIEGO W ŁODZI, czy Festiwal Multimedialny MEDIAWAVE – ANOTHER CONNECTION.
Na co dzień współpracuje ze Studenckim Teatrem „Cezar” w Olsztynie oraz zajmuje się tworzeniem widowisk multiwizyjnych, prowadzeniem i reżyserią koncertów, a także fotografią (malowanie światłem).

## Dyskografia
- Zabijanie czasu (2003) (SOLITON)
- Horyzont zdarzeń (2017)

## Nagrody i wyróżnienia konkursowe
1.	Grand Prix – II Ogólnopolski Festiwal Piosenki Artystycznej „Kuźnia” – Rybnik 1998

2.	Grand Prix – Poetyckie Okruchy Lata – Grudziądz 1998

3.	Grand Prix – II Ogólnopolski Festiwal Sztuki Słowa „Czy to jest kochanie?„ – Elbląg 1998

4.	Grand Prix – III Ogólnopolski Festiwal Sztuki Słowa „Czy to jest kochanie?„ – Elbląg 1999

5.	Grand Prix – I Ogólnopolski Festiwal Laureatów „Trampolina” – Kraków 1999

6.	Grand Prix – Ogólnopolski Festiwal Piosenki Studenckiej „ Łykend” – Wrocław 1999

7.	I miejsce i Nagroda Publiczności IX Biłgorajskie Spotkania z Poezją Śpiewaną i Piosenką Autorską – Biłgoraj 1997

8.	I miejsce – XIX Festiwal Piosenki Turystycznej – Andrychów 1997

9.	I miejsce – Ogólnopolski Festiwal Ekologiczny – Józefów 1998

10.	I miejsce – Reminiscencje Poezji Śpiewanej – Opole 1998

11.	I miejsce – V Ogólnopolski Turniej Śpiewających Poezję – Radom 1998

12.	I miejsce i Nagroda Publiczności Ogólnopolski Konkurs Recytatorski w kategorii poezji śpiewanej – Włocławek 1998

13.	I miejsca – Konkursy Recytatorskie Wojska Polskiego w kategorii piosenki poetyckiej w Ostródzie, Słupsku, Bydgoszczy, Bielsku Podlaskim 1999 – 2000

14.	Wyróżnienia – Ogólnopolskie Spotkania Zamkowe „Śpiewajmy Poezję” 1996, 97, 98

15.	Wyróżnienie – XXXIV Studencki Festiwal Piosenki – Kraków 1998

16.	Wyróżnienie – Festiwal Artystyczny Młodzieży Akademickiej „FAMA” – Świnoujście 1998